# Liste der Bürgermeister und Oberbürgermeister von Hildesheim
In nachfolgender Liste sind die Bürgermeister und Oberbürgermeister von Hildesheim seit der Vereinigung von Alt- und Neustadt im Jahr 1803 aufgeführt.
Die Bürgermeister der Altstadt vor diesem Zeitpunkt befinden sich in der Liste der Bürgermeister der Altstadt Hildesheim, die der Neustadt in der Liste der Bürgermeister der Neustadt Hildesheim und die Verwaltungschefs vor der Abschaffung der Doppelspitze in der Liste der Stadtdirektoren und Oberstadtdirektoren von Hildesheim.

## Bürgermeister bzw. Oberbürgermeister der vereinigten Stadt Hildesheim 1803–1945
- 1803–1843: Georg Otto Ferdinand Lohde
- 1843–1848: Carl Christoph Lüntzel
- 1848: Staatskommissare

1. Justizrat Oberg
2. Regierungsrat Starke
3. Amtsassessor Wynecken

- 1848–1852: Amtsassessor Domeier als Staatskommissar
- 1853–1875: Paul Johann Friedrich Boysen (parteilos), ab 1871 Oberbürgermeister
- 1876–1909: Gustav Struckmann (NLP), ab 1885 Oberbürgermeister; 1895–1896: vertreten von Hans Ukert
- 1909–1938: Ernst Ehrlicher (parteilos)
- 1938–1945: Werner Krause (NSDAP) (ab 1943 beurlaubt und vertreten durch Bürgermeister Georg Schrader (NSDAP))

## Von der Militärregierung eingesetzte Oberbürgermeister
- 8. April bis 31. Juli 1945 Dr. Ernst Ehrlicher (parteilos) (von der Militärregierung eingesetzt)
- 1. August bis 1. Dezember 1945 Franz Eger (SPD) (von der Militärregierung eingesetzt, danach Oberstadtdirektor)
- anschließend Erich Bruschke (SPD) (am 17. November 1945 vom durch die Militärregierung eingesetzten Rat gewählt)

## Oberbürgermeister (Stadtrepräsentanten) 1946 bis 2006
- 1946–1952: Albin Hunger (CDU)
- 1952–1953: Friedrich Lekve (SPD)
- 1954–1958: Albin Hunger (2. Amtszeit) (CDU)
- 1958–1960: Paul Lienke (SPD)
- 1960–1964: Martin Boyken (CDU)
- 1964–1968: Friedrich Nämsch (SPD)
- 1968–1972: Martin Boyken (2. Amtszeit) (CDU)
- 1972–1975: Friedrich Nämsch (2. Amtszeit) (SPD)
- 1975–1981: Heiko Klinge (CDU)
- 1981–1991: Gerold Klemke (CDU)
- 1991–2002: Kurt Machens (CDU; Parteiaustritt 2005)
- 2002–2006: Ulrich Kumme (CDU; Amtszeit bis 31. Januar 2006)

## Oberbürgermeister (Stadtrepräsentanten und Verwaltungschefs) ab 2006
- 2006–2014: Kurt Machens (parteilos für Bündnis!)
- seit 1. Februar 2014: Ingo Meyer (parteilos für CDU, SPD und Grüne)